# Éric Deflandre
Éric Deflandre (Rocourt, 2 agosto 1973) è un allenatore di calcio ed ex calciatore belga, di ruolo difensore, tecnico in seconda del RFC Liegi.

## Palmarès

### Giocatore

#### Competizioni nazionali
- Campionato belga: 1

Bruges: 1997-1998
- Supercoppa del Belgio: 1

Bruges: 1996
- Campionato francese: 3

O. Lione: 2001-2002, 2002-2003, 2003-2004
- Coppa di Lega francese: 1

O. Lione: 2000-2001
- Supercoppa francese: 2

O. Lione: 2002, 2003
- Tweede klasse: 1

Lierse: 2009-2010